# 10651 van Linschoten
10651 van Linschoten (4522 P-L) là một tiểu hành tinh vành đai chính.